# Капская хамезаура
Капская хамезаура (лат. Chamaesaura anguina) — вид ящериц из семейства поясохвостов.
Общая длина достигает 70 см. Спина коричневая, брюхо светлее. Конечности редуцированные, более развиты задние лапы. Туловище стройное, напоминает змеиное. Значительную часть тела составляет хвост, причём он довольно ломкий.
Любит каменистые степи. Быстро передвигается по саванне и среди камней. Прячется в норах или щелях. Питается насекомыми и другими беспозвоночными.
Яйцеживородящая ящерица. Самка рождает 3—17 детёнышей.
Вид распространён в Южно-Африканской Республике, Мозамбике, Анголе, Республике Конго, Танзании, Кении, Эсватини.

## Подвиды
Известны два подвида капской хамезауры:
- C. a. anguina Linnaeus, 1758
- C. a. oligopholis Laurent, 1964

## Охранный статус
В Красной книге Эсватини он числится и имеет статус «угрожаемый» (Near Threatened), как и близкий вид трансваальская хамезаура.